# Părinți apostolici
Părinții apostolici au fost un mic grup de autori creștini, care au trăit și au scris în ultima jumătate a secolului I d.Hr. și în prima jumătate a secolului II d.Hr., fiind recunoscuți ca lideri ai Bisericii primare, dar ale căror scrieri nu au fost incluse în canonul biblic al Noului Testament, cel puțin așa cum a fost finalizat în Biserica Romano-Catolică, Biserica Ortodoxă și creștinismul protestant.
Denumirea romano-catolică de părinți apostolici a fost folosită din secolul al XVII-lea (vezi mai jos) pentru a sublinia faptul că acești autori au făcut parte din generația care a avut un contact personal cu apostolii. Astfel, ei fac legătura dintre apostoli, care l-au cunoscut pe Iisus din Nazaret și generația mai târzie a apologeților creștini, apărători ai autorității ortodoxe și dezvoltatori ai doctrinei: Părinții Bisericii.

## Definițiile termenilor

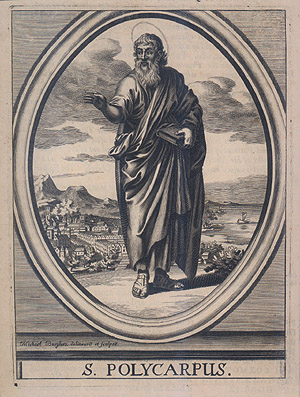
Sf. Policarp, reprezentat cu o carte, simbol al scrierilor sale.

„Părinții apostolici” se deosebesc de alți autori creștini ai aceleiași perioade prin faptul că teologia și practicile lor făceau parte, în mare, din acele tradiții aflate în dezvoltare ale creștinismului paulin, care a devenit dominant. Până în secolul IV, mișcarea creștinismului niceean, dominată de interpretarea lui Pavel din Tars, avea dreptul de a declara interpretările diferite ca fiind eretice. Alte scrieri timpurii, dar „neapostolice”, au fost condamnate și suprimate în mod activ în următoarele secole, și sunt, acum, lucrări „pierdute”. Scrierile părinților apostolici sunt de mai multe genuri, unele, e.g. scrierile lui Clement Romanul sunt scrisori (numite epistole), altele relatează evenimente istorice, e.g. Martiriul Sfântului Policarp, iar Didahia este un ghid etic și liturgic.

### Originea termenului
Potrivit Enciclopediei catolice, termenul „părinți apostolici” poate fi găsit pentru prima oară în cartea din 1672 a lui Jean Baptiste Cotelier, numită SS. Patrum qui temporibus apostolicis floruerunt opera („Lucrări ale Sfinților Părinți care au înflorit în timpurile apostolice”), al cărei titlu a fost abreviat la Bibliotheca Patrum Apostolicorum de către L. J. Ittig, în ediția lui (Leipzig, 1699) cu aceleași scrieri. De atunci, termenul a fost folosit peste tot, în special de către scriitorii romano-catolici (alte tradiții nu fac o distincție între părinții apostolici și părinții Bisericii, în general).

### Opoziția față de acest termen
Nu toți creștinii folosesc termenul „părinți apostolici”. Autoritatea rezonantă în această exprimare sugerează că acești scriitori furnizează legăturile istorice autentice cu generația apostolică. Pentru acei creștini pentru care tradiția Bisericii este de greutate comparabilă cu cea a Scripturii, aceasta este o exprimare folositoare din punct de vedere apologetic și, astfel, o posibilă motivare pentru a o folosi. Creștinii care consideră că o mare apostazie a avut loc în istoria Bisericii primare, nu folosesc, de obicei, acest termen. În teologia protestantă, termenul este, de asemenea, puțin folosit și scrierile sunt mai puțin studiate (dar vezi Paleo-Ortodoxia).

## Legături externe
- Catholic Encyclopedia
- Apostolic Fathers
- Apostolic Fathers